# Kishonti Ildikó
Kishonti Ildikó, született: Schnur Ildikó (Budapest, 1947. április 26. – Budapest, 2009. augusztus 30.) magyar színésznő.

## Életpályája
Édesapja handlé (ószeres) volt a VIII. kerületben. A családja rendkívül összetartó, a zsidó hagyományokat ápoló, a művészeteket és a művészeket kedvelő, főként a Vidám Színpad művészeit előtérbe helyező és nagy ünnepeken vendégül látó közösség volt. Nagynénje: Faragó Vera is színésznő volt.
Az Országos Szórakoztatózenei Központ stúdiójában tanult énekelni, legelső színpadi megjelenése egy táncdalfesztiválon volt, majd a Színház- és Filmművészeti Főiskola musical szakán végezte tanulmányait 1973–1977 között, osztályvezető tanárai: Kazán István és Versényi Ida voltak. Főiskolásként a Bartók Gyermekszínházban szerepelt.
Két évig volt a Magyar Filmgyártó Vállalat színésztársulatánál státusban, majd vidéken – győri Kisfaludy, szolnoki Szigligeti Színház – játszott. 1979–1982 között a Fővárosi Operettszínház tagja volt, majd 1984–1985 között ismét ebben a társulatban játszott. 1985-től szabadfoglalkozású, majd 1989-től a Honvéd Művészegyüttes tagja volt. 2006-ban a Megatánc című tehetségkutató műsor zsűritagja volt. Rövid ideig tanított a Shakespeare Színművészeti Akadémián.
Budapesten, a Magyarországi Zsidó Hitközségek Szövetségének (Mazsihisz) szeretetkórházában hunyt el 62 évesen.
Elsősorban zenés darabokban, musicalekben lépett fel. Energikus és temperamentumos játékstílus jellemezte.
A magánéletben évekig Katona János volt a társa.

## Színházi szerepei
A Színházi Adattárban regisztrált bemutatóinak száma: 50.
| - Békés József: Várj egy órát!... Csilla - Zoltán Pál: Andersen mesél... Madame Schall - Romhányi József: Muzsikus Péter... Brácsa - Barnassin Anna: Pro Urbe (A városért tették)... - Verne: A tizenöt éves kapitány... Moina - Dale Wasserman: La Mancha lovagja... A házvezetőnő; Aldonza - William Shakespeare: Amit akartok... Mária - Poljakov-Satz: Varázslatos muzsika, avagy játsszunk együtt operát... Ásító királynő - Ábrahám Pál: Bál a Savoyban... La Tangolita - Alexandre Dumas: A három testőr... Apátnő - Hansberry: Kitörés... Lena Younger - Gold: A köpeny... Szarka néni - William Shakespeare: Tévedések vígjátéka... Kurtizán - Müller Péter: Búcsúelőadás... Repülő Marylin - Voltaire: Candide, avagy az optimizmus... Félfenekü hölgy - Foster: Silver Queen Szalon... Marie-Claire - Szakcsi Lakatos Béla – Csemer Géza: Piros karaván... Iboly - Fred Ebb – Bob Fosse: Chicago... Morton mama - Hubay Miklós: Túsz-szedők... Kasszandra - Fernando de Rojas – Behár György: Toledói szerelmesek... Celestina - T. S. Eliot – Andrew Lloyd Webber – Tim Rice: Macskák... Grizabella; Lingelingéla - Stephen Schwartz: Pipin... Berta | - Grimm fivérek: Hamupipőke - Kazimir Károly: Szép asszonyok egy gazdag házban... Porcelán - Arisztophanész: A nő diadala... Lanyito - Rátonyi Róbert: Operett kongresszus... Miss Musical - Füst Milán: Margit kisasszony... Matild - Joseph Stein – Jerry Bock: Hegedűs a háztetőn... Golde - Braden: A színezüst csehó... Marie-Claire - Stein: Zorba... Vezető - Duray Bernadett: A kétarcú Kishonti - William Somerset Maugham: Csodás vagy, Júlia... Dolly - Luigi Pirandello: Hat szereplő szerzőt keres... Első színésznő - Sondheim – Wheeler: Nyakfelmetsző... Koldusasszony - Laurents: Gypsy... Electra - Wilder: Hajszál híján... Sabina - Szabó Illés: Telihold... Judit - Pamela Gems: Piaf... Josephine Baker; Madleine - King-Masterson: Volt egyszer egy kupleráj... (Texasban! c. darabból)... Jewel - Dan Goggin: Apáca-pác... Mária Regina főnővér - Békeffi István: A kutya, akit Bozzi úrnak hívtak... Pulcinella - McKenna: Éljen az élet!... Adele - Robert Thomas: Nyolc nő... Madame Chanel - Harsányi Gábor: Erotica a Westenden - Hubay Miklós: Egy szerelem három éjszakája... Melitta |

## Filmjei
| - Régi idők focija (1973) - Koplalóművész (1975, rövid játékfilm) - Egy erkölcsös éjszaka (1977) – Karolina - Tíz év múlva (1978) - Bizalom (1979) – Erzsi - Boldogtalan kalap (1980) – Vera - Mephisto 1-2. (1981) – Dora Martin, primadonna - Szerencsés Dániel (1982) – Énekesnő a hotelben - Eszmélés (1984) – Vargáné - Játszani kell (1984) – Színésznő - Elysium (1986) - Az utolsó kézirat (1987) - Ördög vigye (1992) – Max Devil (hangja: Láng József) - Irány Kalifornia! (1996) - Az igazi Mikulás (2005) – Dönci felesége - Sorstalanság (2005) – Vili bácsi felesége | - Koplalóművész (1975) - Esős nyár (1976) - Félkész cirkusz (1978) - Holló a hollónak (1978) - Látástól vakulásig (1978) - Lidérces álmok (1978, rövid tévéjáték) - Drága jótevőnk (1979) - Részeg eső (1979) - Tévedések vígjátéka, avagy Tévedések víg játéka (1979) - Két jegygyűrű (1980) - Vereség (1980) - Akár tetszik, akár nem (1983) - Alapképlet (1989) - Franka-cirkusz (1990) - Pá, drágám! (1991) - Új Gálvölgyi Show (1991) - Glóbusz 1-5. (1992) - Kisváros (1994-1995) – Szabolcsi Ildikó - Az öt zsaru (1998-1999) – Judit - Pasik! IV. (2003) - Csaó Bambinó (2005) – Mancika tanárnő |

## Szinkronszerepei

### Filmek
| Év   | Cím                               | Szereplő        | Színész           | Szinkron év |
| ---- | --------------------------------- | --------------- | ----------------- | ----------- |
| 1968 | Ibrahim Dieng utalványt kapott    | Második feleség | Isseu Niang       | 1981        |
| 1978 | Félénk vagyok, de hódítani akarok | Kamionsofőrnő   | Catherine Lachens | 1979        |
| 1992 | Ördög vigye                       | Micy            | Dénes Andrea      | 1992        |

### Rajzfilmek
| Év   | Cím                                          | Szereplő                        | Szinkronhang     | Szinkron év |
| ---- | -------------------------------------------- | ------------------------------- | ---------------- | ----------- |
| 1988 | Olivér és társai (1. magyar szinkron)        | Rita                            | Sheryl Lee Ralph | 1990        |
| 1990 | Balu kapitány kalandjai (1. magyar szinkron) | Broadcast Sally (+ Némedi Mari) | Candi Milo       | 1992        |

## Önálló estjei
- Egy bolond lány furcsaságai
- Én így vagyok én.

## Lemezei
- Egy furcsa lány
- Bűvölet

## Díjai, elismerései
- A Magyar Köztársasági Érdemrend kiskeresztje (1997)